# Собтыёган
Собтыёган — река в России, протекает по территории Приуральского района Ямало-Ненецкого автономного округа.
Впадает в районе посёлка Пельвож двумя протоками в протоку Игорской Оби Большой Харпосл. Также, выше по течению, в районе сезонного озера Большой Собтыёганский сор впадает в Игорскую Обь протокой Послтай (Кутаппосл). Длина реки составляет 234 км, площадь водосборного бассейна 3760 км².

## Притоки
(от устья)
- Вушъёган
- Халпиёган
- Анаръёган
- Мохатъёган
- Воитъёган
- Харангъёган
- Пунтиури
- Большой Нохыръёган
- Инкиёган
- Горелый
- Патламур
- Варсынгъёган
- Мурузью
- Лосъёган
- Хатангъкалъёган
- Яков-Ёль
- Степан-Ёль
- Пильёган
- Сэмъёган

## Данные водного реестра
По данным государственного водного реестра России относится к Нижнеобскому бассейновому округу, водохозяйственный участок реки — Обь от впадения реки Северная Сосьва до города Салехард, речной подбассейн реки — бассейны притоков Оби ниже впадения Северной Сосьвы. Речной бассейн реки — (Нижняя) Обь от впадения Иртыша.
Код объекта в государственном водном реестре — 15020300112115300032088.